# Fun Live
Fun Live était une émission musicale de Fun Radio créée en 1992 par Hervé Lemaire, animée par Max le dimanche de 23h à minuit. Cette émission avait pour but de renforcer l'image "rock" de la station.
Avec une audience remarquable pour le dimanche soir, elle est restée à l'antenne plusieurs années puis a été supprimée à la suite du changement de format de la radio.